# Winder R. Harris
Winder Russell Harris (* 3. Dezember 1888 in Raleigh, North Carolina; † 24. Februar 1973 in Alexandria, Virginia) war ein US-amerikanischer Politiker. Zwischen 1941 und 1944 vertrat er den Bundesstaat Virginia im US-Repräsentantenhaus.

## Werdegang
Winder Harris besuchte die öffentlichen Schulen seiner Heimat. Danach begann er im Zeitungsgeschäft zu arbeiten. Zwischen 1908 und 1918 fungierte er bei mehreren Zeitungen in North Carolina und Virginia als Verleger. Von 1918 bis 1925 arbeitete er für den Universal Service in Washington, D.C. In den Jahren 1924 und 1925 begleitete er als stellvertretender Sekretär die amerikanische Delegation auf einem internationalen Betäubungsmittelkongress in Genf. Von 1925 bis 1941 war er Verleger des Virginian-Pilot in Norfolk. Politisch wurde er Mitglied der Demokratischen Partei.
Nach dem Rücktritt des Abgeordneten Colgate Darden wurde Harris bei der fälligen Nachwahl für den zweiten Sitz von Virginia als dessen Nachfolger in das US-Repräsentantenhaus in Washington gewählt, wo er am 8. April 1941 sein neues Mandat antrat. Nach einer Wiederwahl konnte er bis zu seinem Rücktritt am 15. September 1944 im Kongress verbleiben. Diese Zeit war von den Ereignissen des Zweiten Weltkrieges geprägt.
Nach dem Ende seiner Zeit im US-Repräsentantenhaus amtierte Harris bis 1958 als Vizepräsident des Shipbuilder’s Council of America. Von 1955 bis 1961 war er stellvertretender Vorsitzender des Ausschusses zur Weiterentwicklung der Stadt Alexandria. Bis 1966 gab er in Virginia mehrere Zeitungen heraus; danach zog er sich in den Ruhestand zurück. Er starb am 24. Februar 1973 in Alexandria.